# Carroll (New Hampshire)
Carroll ist der Name einer Town im Coös County von New Hampshire, einem der Neuenglandstaaten der USA. Das U.S. Census Bureau hat bei der Volkszählung 2020 eine Einwohnerzahl von 820 ermittelt.
Der Name bezieht sich auf Charles Carroll aus Maryland, der zu den Unterzeichnern der Unabhängigkeitserklärung gehört. Gelegen am Fuß des Mount Washington entwickelte sich erster Tourismus noch vor der offiziellen Gemeindegründung im Jahre 1832. Bekannter als Carroll selbst ist der Ortsteil Bretton Woods, Ort der unter dem gleichen Namen bekannten Konferenz.

## Geographie

### Lage
Carrol liegt in den White Mountains westlich des Mount Washington, des höchsten Berges dieses Gebirges, Neuenglands und der Vereinigten Staaten östlich der Rocky Mountains. Im Nordwesten liegt Whitefield, im Nordosten Jefferson, im Osten die nicht selbstständigen Gebiete Low and Burbank's Grant, Crawford's Purchase, Bean's Grant und Hart’s Location  und im Süden und Westen Bethlehem. Im Gemeindegebiet entspringt der Ammonoosuc River, der zum Connecticut River fließt.

### Gemeindegliederung
Zu Carroll gehören neben Carroll Village Crawford House, Bretton Woods, Fabyans, Twin Mountain und Quebec Junction im Norden, ein Eisenbahndreieck.

## Geschichte
Ursprünglich wurde die Siedlungskonzession von Carroll im Jahre 1772 auf den Namen Britton Woods ausgefertigt. Der Name, so geschrieben, bezieht sich auf den Landsitz der Familie von Gouverneur John Wentworth in England, genannt Bretton Hall. Bei der Verleihung der Selbstverwaltungsrechte, beurkundet am 22. Juni 1832, der offiziellen Gemeindegründung, wurde der Name in Carroll geändert. In den folgenden Jahrzehnten wurde das Gebiet wiederholt erweitert, bis 1887 als letztes Crawford's Grant und das bis dahin noch nicht zu Carroll gehörende Stück von Nash & Sawyer's Location zu Carroll kamen. Das Land war zur Besiedlung teilweise tiefbödig und fruchtbar und konnte erfolgreich bewirtschaftet werden. Die großen Kiefern- und Fichtenbestände wurden überwiegend abgeholzt. Wirtschaftlicher Aufschwung setzte mit der Eröffnung von Hotels und dem Bau der Eisenbahn ein. Die ersten, die ihr Haus zu einem Beherbergungsbetrieb umbauten, waren Abel Crawford und seine Frau Hannah. Sie errichteten später das Notch House, eines der in der Crawford Notch gelegenen Hotels.
1874 erreichte die Eisenbahn von Westen her Fabyans, im Folgejahr wurde sie bis zur Talstation der Bergbahn auf den Mount Washington verlängert.

### Bevölkerungsentwicklung
| Volkszählungsergebnisse – Carroll, New Hampshire | Volkszählungsergebnisse – Carroll, New Hampshire | Volkszählungsergebnisse – Carroll, New Hampshire | Volkszählungsergebnisse – Carroll, New Hampshire | Volkszählungsergebnisse – Carroll, New Hampshire | Volkszählungsergebnisse – Carroll, New Hampshire | Volkszählungsergebnisse – Carroll, New Hampshire | Volkszählungsergebnisse – Carroll, New Hampshire | Volkszählungsergebnisse – Carroll, New Hampshire | Volkszählungsergebnisse – Carroll, New Hampshire | Volkszählungsergebnisse – Carroll, New Hampshire |
| Jahr                                             | 1800                                             | 1810                                             | 1820                                             | 1830                                             | 1840                                             | 1850                                             | 1860                                             | 1870                                             | 1880                                             | 1890                                             |
| ------------------------------------------------ | ------------------------------------------------ | ------------------------------------------------ | ------------------------------------------------ | ------------------------------------------------ | ------------------------------------------------ | ------------------------------------------------ | ------------------------------------------------ | ------------------------------------------------ | ------------------------------------------------ | ------------------------------------------------ |
| Einwohner                                        | 24                                               | 21                                               | 25                                               | 122                                              | 224                                              | 296                                              | 276                                              | 378                                              | 781                                              | 841                                              |
| Jahr                                             | 1900                                             | 1910                                             | 1920                                             | 1930                                             | 1940                                             | 1950                                             | 1960                                             | 1970                                             | 1980                                             | 1990                                             |
| Einwohner                                        | 710                                              | 569                                              | 388                                              | 402                                              | 496                                              | 359                                              | 295                                              | 310                                              | 647                                              | 529                                              |
| Jahr                                             | 2000                                             | 2010                                             | 2020                                             | 2030                                             | 2040                                             | 2050                                             | 2060                                             | 2070                                             | 2080                                             | 2090                                             |
| Einwohner                                        | 670                                              | 763                                              | 820                                              |                                                  |                                                  |                                                  |                                                  |                                                  |                                                  |                                                  |

## Öffentliche Einrichtungen und Infrastruktur
Polizei, Feuerwehr und medizinischer Notdienst werden von Festangestellten in Vollzeit versehen, letztere beide ergänzt durch Freiwillige. Carroll gehrt zum White Mountains Regional Schulverbund, es hat keine eigenen Schulen. Die gemeindeeigene Bibliothek ist die Twin Mountain Public Library im gleichnamigen Ort. Die Wasserversorgung erfolgt durch den Wasserbetrieb der Gemeinde oder einen privaten Anbieter, die Abwasserentsorgung der Haushalte erfolgt mittels Tanks.

### Verkehr
Durch Carroll verlaufen die US3, die US302 durch den Crawford Notch sowie die Staatsstraße NH 115. Auf der Bahnstrecke aus Conway fahren jahreszeitlich bedingt einzelne Touristenzüge. Der Twin Mountain Airport hat eine asphaltierte Piste, der nächstgelegene Flughafen mit Linienbetrieb befindet sich in Lebanon.